# Bartimäus (Buchreihe)
Die Buchreihe Bartimäus umfasst vier Romane des Fantasyautors Jonathan Stroud. Die fiktiven Hauptpersonen sind der Dschinn Bartimäus und der junge Zauberlehrling Nathanael, der im Laufe der Trilogie der drei zuerst erschienenen Bände zu einem sehr fähigen Magier wird. Die Trilogie erschien zwischen 2003 und 2005 und wurde 2010 um ein Prequel erweitert. Weltweit wurden 6 Millionen Exemplare in 35 Sprachen verkauft.

## Stil und Genre
Bartimäus ist eine Jugendbuchreihe, kann allerdings auch von Erwachsenen gelesen werden. Des Weiteren sind zahlreiche für Fantasy typische Elemente zu finden – so spielen zum Beispiel Magie, Zauberer und Dämonen eine wesentliche Rolle.
Der Stil ist geprägt vom Wechsel zwischen mehreren Perspektiven und dem damit verbundenen Wechsel zwischen den Ansichten, Perspektiven und Erzählstilen der verschiedenen Charaktere.
In vielen Kapiteln fungiert Bartimäus als Ich-Erzähler. Sein Erzählstil weist eine hohe Dichte an sarkastischen Kommentaren und Fußnoten auf und ist stark persönlich gefärbt.
Die anderen Kapitel werden fast ausschließlich aus Sicht von Nathanael und ab dem zweiten Band auch aus der von Kitty Jones erzählt. Sie sind sachlicher geschrieben und ohne Fußnoten. Obwohl sie in der dritten Person geschrieben sind, ist der Erzählstil persönlich gefärbt.

## Die Phantasiewelt
Trotz starker Bezüge zur tatsächlichen Gegenwart und Geschichte der Menschheit spielt die Handlung in einer alternativen Realität, in der sich die Geschichte anders entwickelt hat.
In dieser Welt herrschen Zauberer in London, dem Zentrum eines Weltreichs, das auch Teile Europas und Nordamerikas umfasst.
Die Macht der Zauberer gründet sich auf der Macht von Dämonen. Sie allein beherrschen die Magie, werden von den Zauberern mittels Pentagrammen und Bannzaubern jedoch gezwungen, sie in deren Interesse einzusetzen.
Dieses Geheimnis ihrer Macht geben die Zauberer nur von Meister zu Schüler weiter und verbergen es gegenüber den Gewöhnlichen (Nicht-Zauberern). Diesen bleiben wichtigere Regierungsposten verwehrt, während Zauberer das Reich verwalten, sich dem Luxus hingeben und etwaige andere Privilegien genießen.
In der Bartimäus-Reihe beginnen die „Gewöhnlichen“ daher, gegen die Vorherrschaft der Zauberer aufzubegehren. Anfangs tut dies nur eine kleine Gruppe; im Verlaufe der Geschichte wächst jedoch der Unmut in der Bevölkerung, insbesondere aufgrund der hohen Verluste im Krieg gegen Aufständische in den amerikanischen Kolonien und den immer strikteren Gesetzen, welche die Freiheiten der Gewöhnlichen stark einschränken.
Außer von inneren Unruhen und Aufständischen in den Kolonien wird das Britische Weltreich auch von anderen Staaten bedroht. Besonders Prag, ehemals Zentrum des Heiligen Römischen Reiches und Sitz der Kaiser, sinnt auf Rache, nachdem Gladstone 1868 der Stadt die jahrhundertelange Vorherrschaft in Europa in einem blutigen Krieg entriss.

### Dämonen
Dämonen sind Wesen verschiedener Elemente und beherrschen Magie. Sie leben am Anderen Ort, wo sie keine körperliche Gestalt annehmen müssen und ihre Substanz regeneriert wird, die ihre Lebenskraft darstellt. Am Anderen Ort sind sie keine Einzelwesen, sondern alle Teil eines großen Ganzen.
Werden Dämonen in die Menschenwelt gerufen, müssen sie ihre Substanz zu einer Gestalt formen, die sie nach Belieben verändern können. Nur auf den höheren Ebenen haben die Dämonen eine feste Gestalt, die meist ihren Charakter widerspiegelt. Da sie am Anderen Ort aber gestaltlos sind, bereitet ihnen der Aufenthalt auf Erden Mühen und Schmerzen. Diese Schmerzen lassen sich durch regelmäßige Gestaltwechsel nur zeitweise lindern. Vor allem bereitet ihnen aber die Berührung mit Silber und Eisen Schmerzen und schädigt ihre Substanz, weshalb z. B. Silber als wirkungsvolle Waffe gegen sie verwendet wird.
Dämonen lassen sich anhand ihrer unterschiedlichen magischen Macht grob in sieben Klassen einteilen. Diese Klassen werden wiederum unterteilt in verschiedene Kategorien. Die wichtigsten der Klassen sind (in aufsteigender Reihenfolge ihrer Macht):
- niedere Wesenheiten
- Kobolde
- Foliot
- Dschinn
- Afriten
- Mariden
- höhere Wesenheiten

Es gibt innerhalb der Klasse der Dschinn noch Abstufungen (z. B. Horla, Sukkuben und Ghule), welche nur für bestimmte Aufgaben beschworen werden (z. B. Horla als Wachen), sowie in der Klasse der Kobolde (z. B. Mauler oder Stechlinge), welche Zauberer selten beschwören, aber genauso wie die Mächtigeren von ihnen z. B. in Gegenstände gebannt werden und somit Schaden anrichten können. Oberhalb dieser Klassen gibt es noch sehr viel mächtigere Wesen, wie Ramuthra (Teil 1), Nouda (Teil 3) oder den Ringgeist Uraziel (Teil 4). Sie können aufgrund ihrer Macht im Normalfall nicht beschworen werden. In Ausnahmefällen (siehe Band 1), wenn sie in Gegenstände gebannt (z. B. der Ringgeist oder das Wesen im Amulett von Samarkand) oder an diese gebunden sind (z. B. an ein Beschwörungshorn), kann sich ihrer Magie bemächtigt werden.

### Ebenen
In der Bartimäus-Reihe spielen zudem die Ebenen eine wichtige Rolle. Es gibt sieben relevante Ebenen, es existieren aber weitere, die jedoch unbedeutend sind. Diese Ebenen sind alle Teil der Realität und liegen übereinander. Während sich in der ersten Ebene die stofflichen Dinge (also alle Gegenstände und nichtmagischen Lebewesen) befinden und deren Handlungen abspielen, sind die höheren Ebenen magischen Wesen und Aktivitäten vorbehalten.
Menschen sehen nur die erste, Katzen sehen auch die zweite, Zauberer können mit Hilfe von speziellen Kontaktlinsen oder anderen Sehhilfen auch die zweite, dritte und verschwommen die vierte Ebene wahrnehmen. Dämonen sind je nach ihrer Macht unterschiedlich viele Ebenen zugänglich.

### Zauberer
Die Macht der Zauberer besteht darin, dass sie gelernt haben, Dämonen zu beschwören. Dazu verwenden sie exakt festgelegte Aufstellungen von Kerzen, Räucherwerk, bestimmte Pentagramme, um die besondere Runen gezogen werden, und Zauberformeln.
Durch die Beschwörung eines Dämons gewinnt der Zauberer Macht über ihn und dieser muss ihm gehorchen. Tut er dies nicht, stehen dem Zauberer Strafen zur Verfügung.
Daher hassen die meisten Dämonen die Zauberer und töten diese, wenn sie Gelegenheit dazu haben. Das macht die Beschwörung auch für die Zauberer gefährlich: Verlässt der Zauberer mit einem Teil seines Körpers (sei es auch nur ein Haar) sein eigenes Pentagramm, verwischt eine Rune (welche mit Kreide gezeichnet werden) oder macht er einen Fehler bei der Beschwörungsformel, hebt er die Fesseln des Dämons auf und kann von diesem getötet werden.
Die Zauberer geben das Wissen, wie man Dämonen beschwört und versklavt, nur an ihre Schüler weiter und bilden so eine vom Rest der Gesellschaft abgegrenzte Gemeinschaft der Eingeweihten.
Innerhalb der Zaubererschaft herrscht allerdings starke Rivalität. Mächtige Zauberer müssen ständig um ihr Leben bangen und umgeben sich daher mit magischem Schutz.
Neben Machtgier und Verfolgungswahn zeichnen sich die meisten Zauberer auch durch Völlerei und Prunksucht aus.
Jeder Zauberer hat neben seinem Geburts- auch einen Zauberernamen.
Den Geburtsnamen kennt nur er selbst, er erhielt ihn bei seiner Geburt von seinen Eltern und legte ihn bei seinem Eintritt in die Zauberergemeinschaft ab.
Als Lehrling hat er bis zum Alter von 10 bis 12 keinen Namen. Dann wählt er einen Namen, der ihn von nun an repräsentiert.
Ein Dämon, der den Geburtsnamen eines Zauberers kennt, hat Macht über ihn, da er die ihm auferlegten Strafen abwehren kann. Zudem besteht die Gefahr, dass er den Namen eines erfahrenen Zauberers an andere Wesenheiten oder Menschen weitergibt und kann somit praktisch nicht mehr beschworen werden. Deshalb vermeidet es jeder Zauberer, seinen Geburtsnamen zu verraten.

## Bartimäus-Trilogie

### Das Amulett von Samarkand

#### Hauptfiguren und Perspektiven
In diesem Band wird die Geschichte abwechselnd aus Sicht des Dschinns Bartimäus und des Zaubererlehrlings Nathanael erzählt.
- Nathanael, später John Mandrake, ist der Lehrling des wenig befähigten Ministers für Innere Angelegenheiten, Arthur Underwood. Er ist außerordentlich intelligent und talentiert, jedoch fördert Underwood sein Talent nicht und hält ihn für einen etwas einfältigen Schüler. Nathanael ist sehr ungeduldig, was seine Ausbildung betrifft, lernt allerdings bald, dies nicht zu zeigen, während er seine Ausbildung durch Bücher selbst in die Hand nimmt.
- Bartimäus von Uruk, auch Sakhr-al-Dschinni, N’gorso der Mächtige, Necho, Rekhyt und die Silbergefiederte Schlange, ist ein 5000 Jahre alter Dschinn. Einst mächtig und Vollbringer großer Taten, glänzt er nun vor allem durch hohe Intelligenz und gewitzte Kommentare, mit denen er es oft schafft, sich aus der Affäre zu ziehen (siehe: Trickster). Wie die meisten Dämonen verabscheut er Zauberer und die Sklaverei, kannte aber im Gegensatz zu den meisten anderen seiner Art einen gütigen Zauberer: Ptolemäus, mit dem er befreundet war und dessen Gestalt er mit Vorliebe annimmt. Zu Nathanael entwickelt er ebenfalls eine engere Beziehung. Obgleich diese nicht als freundschaftlich bezeichnet werden kann, so schadet er ihm zumindest weniger, als er es könnte.
- Arthur Underwood ist ein eher schlechter Zauberer und fungiert als Minister für Innere Angelegenheiten in den Diensten der Regierung. Er hat keinen starken Charakter und gibt, wenn er es mit stärkeren Zauberern zu tun hat, schnell klein bei. Seinen Lehrling behandelt er allerdings wie einen Dummkopf und tituliert ihn des Öfteren auch so. Das Potenzial des Jungen wird von ihm verkannt. Er kleidet sich sehr klischeehaft und hat einen langen weißen Bart, um seine Unfähigkeit für die Augen der Gewöhnlichen zu überdecken, in Zaubererkreisen dagegen brandmarkt er sich damit unwissentlich als Zauberer von geringer Macht. Er und seine Frau sterben mittig des Buches.
- Simon Lovelace ist ein Zauberer von großer Macht, fungiert jedoch nur als stellvertretender Handelsminister. Er ist intelligent und wie die meisten Zauberer überheblich und gewissenlos. Er wird am Ende des Buches aufgefressen.
- Faquarl ist ein Erzfeind von Bartimäus und wie dieser etwa 5000 Jahre alt. Seit Bartimäus es schaffte, Dschingis Khan zu vergiften, während Faquarl dessen Vorkoster war, tritt dieser sehr oft in der Erscheinung eines dicken Kochs auf. Er besitzt eine ähnliche Intelligenz wie Bartimäus, ist sehr stark und dient Simon Lovelace.
- Jabor ist ein brutaler und äußerst mächtiger Dschinn niederer Intelligenz. Er tritt, sofern es nicht anders geht, in der Gestalt eines schakalköpfigen Menschen mit roter Haut auf. Ihn und Bartimäus verbindet eine lange und innige, wenn auch etwas überzogene Fehde. Jabor stirbt gegen Ende des Bandes, nachdem Bartimäus ihn ausgetrickst hat.

#### Handlung
Der eher mittelmäßige Zauberer Arthur Underwood, Minister für Innere Angelegenheiten, muss, wie jeder Zauberer es einmal tun muss, einen Lehrling bei sich aufnehmen. Höchst widerwillig nimmt er den kleinen Nathanael bei sich auf. Dieser ist intelligent und wissbegierig und versucht, gut zu lernen; sein Meister erkennt sein Talent jedoch nicht und behandelt ihn eher wie einen Dummkopf. Unter anderem deshalb ist Nathanael sehr ungeduldig und wünscht sich, sein Unterricht ginge schneller voran.
Eines Tages empfängt sein Meister Gäste und will ihnen seinen Lehrling vorführen. Unter diesen ist Simon Lovelace, der Nathanael prüft. Obwohl er alle Fragen korrekt beantworten kann, zeigt Lovelace sich nicht beeindruckt und demütigt Nathanael, der auf Rache sinnt. Aufgrund dieses Konflikts wird Nathanaels Zeichenlehrerin entlassen, die für ihn Partei zu ergreifen versuchte und eine wichtige Bezugsperson darstellt.
Nathanael beschwört allein, seinen Meister inzwischen verachtend und lange vor seiner ersten offiziellen Beschwörung, einen niederen Kobold, den er in eine Bronzescheibe sperrt. Damit besitzt er einen Zauberspiegel, den er als Spion gegen Lovelace einsetzt.
Als er sich erfahren genug fühlt, beschwört er den Dschinn Bartimäus, der für ihn das Amulett von Samarkand, ein mächtiges Artefakt, von Simon Lovelace entwendet. Nathanael befiehlt ihm, das Amulett im Arbeitszimmer seines Meisters zu verstecken, dabei kann sich Bartimäus frei im Haus bewegen. So findet er Nathanaels wahren Namen heraus. Auch ahnt der junge Magier noch nicht, dass er mit dem Diebstahl des Amuletts in eine politische Verschwörung hineingeraten ist, denn mithilfe des Amuletts möchte Simon Lovelace die Regierung stürzen und selbst die Macht ergreifen.
Nathanael befiehlt Bartimäus, mehr über das Amulett herauszufinden. Dabei landet dieser im Tower von London. Faquarl und Jabor, die in den Diensten von Lovelace stehen, befreien ihn, um an das Amulett zu kommen. Bartimäus entkommt ihnen, führt sie jedoch ungewollt zu Underwoods Haus und damit zum Versteck des Amuletts. Lovelace tötet daraufhin Underwood, den er für den Dieb hält, und dessen Frau. Nathanael entkommt mit der Hilfe von Bartimäus. Allerdings hält man ihn für den Mörder seines Meisters und er muss im Untergrund arbeiten, während er versucht, Lovelace aufzuhalten. Sie erfahren, dass der Putsch in Schloss Heddleham Hall stattfinden soll, einem Anwesen etwas abseits von London, und begeben sich dorthin.
Nathanael und Bartimäus schaffen es gerade noch in den Raum, in dem sich alle wichtigen Minister versammelt haben und der Anschlag geplant ist. Während Lovelace eine Rede hält, werden die letzten Vorbereitungen getroffen, um Ramuthra zu rufen, ein sehr mächtiges Wesen vom Anderen Ort. Dieser soll alle im Raum töten, nur Lovelace glaubt sich durch das Amulett von Samarkand in Sicherheit. Dem Duo gelingt es jedoch, ihm dieses abzunehmen, weshalb auch er Ramuthra zum Opfer fällt. Nathanael schafft es, Ramuthra mit Hilfe einer komplizierten Formel wieder zu entlassen und rettet so die wichtigsten Mitglieder der Regierung.
Nach dem Vorfall in der Heddleham Hall bekommt Nathanael eine neue Meisterin: die Sicherheitsministerin Jessica Whitwell, Chefin des Londoner Tower und Oberaufseherin der Büßerglocken, in denen Bartimäus während seiner Zeit im Tower gefangen war.
Nathanael entließ Bartimäus, als sie alleine waren und versprach, ihn nie wieder zu beschwören, wohingegen Bartimäus verspricht, Nathanaels Namen niemandem zu erzählen.

### Das Auge des Golem

#### Hauptfiguren und Perspektiven
Im zweiten Band werden insgesamt vier Blickwinkel verwendet, nämlich die von Nathanael, Bartimäus, Kitty und die des Foliot Simpkin, wobei letzterer lediglich ein Kapitel zugewiesen bekommt.
- Nathanael offiziell John Mandrake, hat zwischen dem ersten und zweiten Band zwar einen Sprung auf der Karriereleiter gemacht, sich charakterlich aber eher negativ entwickelt. Noch mehr als in Teilen des ersten Buches zeigt er sich machtbesessen und zeitweise arrogant.
- Bartimäus würde gerne darauf verzichten, wird aber von Nathanael mittels einer Drohung noch einmal dazu gezwungen, ihm für sechs Wochen zu helfen.
- Kathleen „Kitty“ Jones ist Tochter zweier Gewöhnlicher im Londoner Stadtteil Southwark. Ihre Mutter arbeitet als Empfangsdame bei Palmer Federkiele, später als Putzfrau in einer Druckerei, während der Vater als Abteilungsleiter in einem Londoner Kaufhaus tätig ist. Sie ist ein Mitglied der Widerstandsbewegung und arbeitet zum Schein im Laden von Mr. Pennyfeather. Sie besitzt Abwehrkräfte.
- Mr. Terence E. Pennyfeather ist Anführer der Widerstandsbewegung in London und hat selbst recht starke Abwehrkräfte gegen Magie. Er führt seine Truppe taktisch geschickt und legt große Entschlossenheit an den Tag, die später allerdings in Fanatismus ausartet.
- Quentin Makepeace ist ein erfolgreicher Verfasser von Theaterstücken und enger Vertrauter des Premierministers.
- Ms. Whitwell ist die Sicherheitschefin des englischen Staates. Whitwell scheint zunächst uneigennützig und vertrauenswürdig, indem sie Nathanael als Schüler aufnimmt, lässt ihn später aber fallen, als er die Golem-Affäre nicht rechtzeitig beenden kann, was dazu führt, dass er das Wohlwollen des Premierministers einbüßt und ihr somit nicht länger von Nutzen ist.
- Henry Duvall ist der machtgierige, intrigante und skrupellose Polizeichef Londons, der mit der Golem-Affäre seine Macht auszuweiten versucht. Er muss sein Amt niederlegen und begeht kurz darauf Selbstmord, als seine Beteiligung an der Golem-Verschwörung aufgedeckt wird. Zudem ist er, wie alle Angehörigen der Nachtpolizei, ein Werwolf.
- William Ewart Gladstone ist ein real existierender Politiker, der im Buch als einer der größten Magier aller Zeiten und Begründer des Britischen Weltreiches dargestellt wird.
- Honorius ist ein in den einsamen Jahren in Gladstones Gruft verrückt gewordener Afrit, der ein persönlicher Diener von William Gladstone war und London in Aufruhr versetzt. Unmittelbar vor seinem Tod bannte Gladstone Honorius in sein Skelett und befahl ihm, seine sterblichen Überreste und seine Grabbeigaben zu bewachen. Honorius wird unfreiwillig von der Widerstandsbewegung befreit, als diese in Gladestones Grab einbricht, und sorgt anschließend für Angst und Schrecken, bevor er vom Golem getötet wird.

#### Handlung
Nathanael hat seine Karriere recht erfolgreich fortgesetzt und ist nun Lehrling von Jessica Whitwell, der Sicherheitsministerin. Er arbeitet als Assistent von Julius Tallow, dem Leiter der Abteilung für Innere Angelegenheiten und ist dafür zuständig, der Widerstandsbewegung endlich das Handwerk zu legen. Alle seine Versuche bleiben vorerst erfolglos, weshalb er in Kritik gerät. Gerade der Polizeichef Henry Duvall will daraus seinen Nutzen ziehen und bedrängt den Premierminister, der Nachtpolizei die Verantwortung in dieser Sache zu übertragen.
Währenddessen führen Kitty und die Widerstandsbewegung, der sie angehört, einen weiteren kleinen Raubzug durch. Man erfährt, dass das Mädchen vor Jahren von Julius Tallow beleidigt und angegriffen wurde und ein Gerichtsverfahren gegen ihn nur aufgrund der Tatsache, dass sie eine Gewöhnliche und er ein Zauberer war, verlor, obwohl er ihren Freund Jakob mit einem Zauber stark verletzt hatte. Sie selbst hatte bei dem Übergriff kaum Schäden davongetragen. Das Gericht verhängte eine Strafe von sechshundert Pfund gegen sie. Überraschend tauchte der alte, wunderliche Mr. Pennyfeather auf. Er zahlte die Schulden und nahm Kitty in den Widerstand auf, fasziniert davon, dass Kitty angeborene Abwehrkräfte gegen Zauberei zeigte.
In der Londoner Innenstadt geschieht dann ein großes Unglück. Etwas Unbekanntes zerstört mehrere Läden und durchbricht mühelos den zum Schutz aufgestellten magischen Wall. Für dieses Geschehen wird der sogenannte Widerstand verantwortlich gemacht, sicher ist man sich aber nicht. Alle Minister und auch Nathanael sind ratlos, so dass er, bereits zu einem Gespräch mit dem Premierminister beordert, sich dazu durchringt, seinen alten Diener Bartimäus wieder zu beschwören. Er überzeugt den Dschinn, ihm sechs Wochen lang zu helfen.
Während auch der Widerstand über die Vorgänge in der Stadt, dieser unerwarteten Hilfe, grübelt, kündigt Mr. Hopkins, Mr. Pennyfeathers ominöser Helfer, eine große Aktion an, die ganz London in Aufruhr versetzen soll.
Bartimäus ist mit vielen anderen Dschinn derweil auf Streifzug in London, um den Täter ausfindig zu machen. Dabei taucht die unbekannte Gestalt wieder auf und Bartimäus' Freundin Queezle fällt ihm zum Opfer. Bartimäus verfolgt das Getöse und gelangt zum British Museum, das im Laufe der Verfolgung verwüstet wird. Der Dschinn gelangt immerhin zu der Erkenntnis, dass es sich bei dem Störenfried um einen Golem handeln muss. Golems, Wesen aus Erde, rauben allen Dämonen ihre Zauberkräfte, so dass diese ihnen nichts anhaben können. Für ihr Beschwören braucht man Wissen aus Prager Zeit, das man auf ein Pergament schreiben und dem Golem ins Maul stecken muss. Ferner benötigt man eines der Golemaugen, welche sich eigentlich in Händen der tschechischen Regierung befinden.
Bartimäus überlebt mit Glück und kann Nathanael sowie den Ministern seine Theorie vorlegen. Zunächst wird ihm nur wenig Glauben geschenkt, dennoch soll Nathanael nach Prag reisen, denn dort wurden zuvor die letzten Golems erschaffen, bevor der englische Zauberer Gladstone die Stadt 1868 einnahm.
Als der junge Zauberer abgereist ist, öffnet die Widerstandsbewegung das Grab von Gladstone und befreit dabei ungewollt einen mächtigen Afriten, der durch eine jahrelange Gefangenschaft in Gladstones Gebeinen verrückt geworden zu sein scheint und vier Kameraden Kittys tötet. Nun bricht er aus dem Grab aus und terrorisiert London. Nicholas Drew und Kitty können zunächst entkommen. Kitty gelingt es, Gladstones Stab mitzunehmen.
Nathanael hat in Prag nach einem unschönen Zwischenfall mit der dortigen Polizei einen Zauberer namens Kavka getroffen. Dieser berichtet, dass er gezwungen wurde, die Pergamente zur Erschaffung des Golems zu schreiben. Bartimäus und er entkommen mit Not einem alten Bekannten – einem riesenhaften Söldner, der einst in Diensten Lovelaces stand. Als Nathanel zurückkommt, herrscht in London Chaos. Somit interessieren seine Ergebnisse, für die er keinerlei Beweise vorzubringen vermag, niemanden und alle Verantwortung wird der Nachtpolizei übertragen. Bei der Massenbeschwörung zum Aufhalten des verrückten Afriten stirbt Julius Tallow. Bei der Suchaktion springt der verrückte Afrit, Honorius, vor den Augen Bartimäus' und zwei anderer Dschinn in die Themse.
Mr. Makepeace trifft sich heimlich mit Nathanael und schlägt ihm eine Kooperation gegen Henry Duvall vor. Nathanael nimmt Jakob, Kittys Freund, gefangen, um sie und damit Gladstones Stab zu erreichen. Die Operation misslingt durch das Eingreifen der Nachtpolizei. Nathanael hat sich anschließend für seinen Alleingang vor dem Premierminister zu verantworten und erhält den Auftrag, den Stab zurückbringen, wenn er nicht in den Tower von London gesperrt werden möchte. Er erwirkt, dass Kitty ihm den Stab im geheimen Lager überreicht, indem er ihr die Freilassung zweier Rebellen verspricht. Bartimäus sympathisiert derweil mit Kitty und erfährt von ihr wichtige Details über die Widerstandsbewegung und anderes, die Nathanael von Nutzen sein könnten. Der ehrgeizige Jungzauberer löst sein Versprechen vorerst nicht ein und als Kitty dennoch mit Jakob fliehen will, lauert ihnen Honorius auf. Gerade als er die vier vernichten will, erscheint der Golem und tötet den Afriten. Nathanael ist nach missglückter Benutzung von Gladstones Zauberstab bewusstlos, wird jedoch von Kitty durch Bartimäus' verbales Einlenken gerettet, indem sie dem riesigen Lehmmenschen das Pergament aus dem Mund zieht. Danach flieht sie mit Jakob. Bartimäus erzählt Nathanael später zu ihrem Schutz, die beiden seien während des Zauberkampfes gestorben.
Da Golems vor dem Sterben immer zu ihrem Erschaffer zurückkehren, wird Henry Duvall als Urheber der Zerstörungen entlarvt. Gladstones Stab geht wieder in den Besitz der Regierung über und Nathanael besetzt einen höheren Posten als zuvor. Er wird Chef der inneren Sicherheit. Kitty sieht ihrem Freund Jakob dabei zu, wie er nach Brügge fährt, will aber selbst lieber in London bleiben.
Nathanael löst sein Versprechen gegenüber Kitty ein. Bartimäus verschweigt ihm jedoch die von ihm im Gespräch mit Kitty erfahrenen wichtigen Details, da er der Ansicht ist, der Junge habe es nicht verdient. Die aufglimmende Freundschaft und Sympathie zwischen ihm und Nathanael hat sich (wie während des gesamten Buches angedeutet, am Ende jedoch klar herausgearbeitet wird) merklich verschlechtert. Bartimäus deutet vor seiner Entlassung an, vom Charakter des Jungen stark enttäuscht zu sein, was dieser allerdings falsch versteht.

### Die Pforte des Magiers

#### Hauptfiguren und Perspektiven
Das Buch ist in fünf Teile gegliedert und umfasst rund 600 Seiten. Vor jedem Teil gibt es einen Prolog.
Es ist aus 3 Sichtweisen (Bartimäus, Nathanael, Kitty) geschrieben, wobei ausschließlich am Ende der Kapitel gewechselt wird. Einzige Ausnahme ist das 36. Kapitel, das dreigeteilt ist (abwechselnde Sichtweisen von Kitty, Nathanael und Bartimäus).
- John Mandrake alias Nathanael: Er hat wieder einen Sprung auf der Karriereleiter zurückgelegt und ist nun Informationsminister.
- Rupert Devereux, der etwas dickliche, unfähige und partysüchtige Premierminister Englands
- Jane Farrar, die neue Polizeichefin
- Quentin Makepeace, ein Bühnenautor und, wie sich in dem Band herausstellt, Hintermann aller Verschwörungen zum Sturz der britischen Regierung.
- Bartimäus, der 5000 Jahre alte Dschinn, der nun seit geraumer Zeit in Mr. Mandrakes Diensten steht
- Kitty Jones, eine Gewöhnliche mit Fähigkeiten und ehemaliges Mitglied der Widerstandsbewegung
- Ptolemäus, ein junger Zauberer aus Alexandria, (fiktiver) Neffe von König Ptolemäus VIII. und somit Vetter von Ptolemäus IX. und Ptolemäus X., früherer Freund und Beschwörer von Bartimäus
- Jessica Whitwell: Sicherheitsministerin und ehemalige Meisterin von John Mandrake

#### Handlung
Im jeweils ersten Kapitel der fünf Teile, in welche das Buch aufgeteilt ist, kehrt der Leser in die Jahre 126 bis 124 vor Christus zurück und lernt die einzigartige Freundschaft zwischen Ptolemäus, einem jungen Zauberer, und Bartimäus kennen. Ptolemäus war von Anfang an an der Heimat von Bartimäus interessiert und glaubte daran, dass sich das Herrschaftsverhältnis von Zauberern und Dämonen in ein freundschaftliches Verhältnis, wie das von ihm und Bartimäus, der im Laufe der Zeit durch ihn die völlige Freiheit auf der Erde erhielt, wandeln könnte. Allerdings wurde Ptolemäus stets von seinem Vetter gejagt, der ihm (seiner Meinung nach) Konkurrenz auf den Thron machte. Obwohl Bartimäus seinem Meister aus diesem Grund riet, aus Alexandria zu fliehen, entschied sich Ptolemäus, zu bleiben, so dass er von dazu beauftragten Dschinns getötet wurde. Um Bartimäus, der mit ihm verfolgt wurde, vor dem Tod zu retten, entließ Ptolemäus ihn kurz zuvor.
Vor seinem Tod verbrachte er sein Leben größtenteils in Bibliotheken und erfand die sogenannte „Ptolemäische Pforte“, mit der es Zauberern mithilfe einer simplen Formel möglich ist, den Anderen Ort zu besuchen. Dazu bedarf es des Willens, sein Selbst zurückzulassen und der Hilfe einer Wesenheit am Anderen Ort, die einen dorthin geleitet. Der Körper wird dabei allerdings zurückgelassen und liegt während der Abwesenheit des Betreffenden im Sterben. Bleibt man also zu lange fort, ist er merklich geschwächt, zudem kann es passieren, dass man verlernt hat, sich mit ihm zu bewegen. Das Wissen um die Ptolemäische Pforte ist in den „Apokryphen“ überliefert.
Die Haupthandlung findet drei Jahre nach der Golem-Verschwörung aus Band 2 statt. Nathanael, mittlerweile 17 Jahre alt, ist zum Informationsminister befördert worden, übernimmt jedoch auch andere Aufgaben. Sein Charakter hat sich im Gegensatz zum zweiten Teil gebessert, enthält aber noch eine starke negative Tendenz. England befindet sich inzwischen in einem langwierigen Krieg mit Amerika, was von anderen europäischen Staaten ausgenutzt wird, um vereinzelte Angriffe auf England zu starten. Durch den Krieg und die Angriffe in Aufruhr versetzt, bildet sich ein Widerstand unter den Gewöhnlichen.
Bartimäus wurde von Nathanael nach der Golem-Verschwörung des Öfteren beschworen, um ihm bei einigen kleineren Verschwörungen, über die nur nebensächlich berichtet wird, zu helfen. Irgendwann benutzt Nathanael ihn für alles Mögliche, wie Schuhe putzen oder ähnliches und nach einiger Zeit unterlässt Nathanael es, ihn zu entlassen. So hält sich Bartimäus zwei Jahre auf der Erde auf, wodurch seine Substanz stark angegriffen und er größtenteils kampfunfähig wird. Er erhält, da Nathanael in starke Bedrängnis gerät, den scheinbar einfachen Auftrag, ein ehemaliges Mitglied des Widerstands, Hopkins, zu finden und dessen Aufenthaltsort seinem Meister mitzuteilen. Vorher wird ihm das Versprechen gegeben, nach diesem Auftrag entlassen zu werden.
Im Verlauf der Suche stellt sich heraus, dass einige Ministeriumsangestellte unter der Anleitung von Hopkins auf die Idee gekommen sind, sich die übernatürlichen Kräfte von Dämonen anzueignen, indem sie diese in ihre Körper bannen, deren Verstand unterdrücken und so den eigenen Geist mit den körperlichen Kräften der Dämonen optimieren. Dies wurde durch den Afriten Honorius im zweiten Band inspiriert. Nachdem er nach einer Verfolgungsjagd im Sterben liegend bei Nathanael ankommt, kann Bartimäus keine Auskünfte mehr geben und wird von Nathanael, trotz nachdrücklicher Forderung seiner Kollegin, den Dschinn zu bestrafen (was in solch geschwächtem Zustand dessen Tod zur Folge hätte, aber die Informationen ans Licht bringen würde), entlassen. Nathanael steht hernach unter großem Druck und wird stark kritisiert.
Doch bevor einer seiner politischen Gegner diese Schwäche ausnutzen kann, kommt es zum Putsch. Bei einer Theateraufführung nehmen die Verschwörer unter der Führung von Quentin Makepeace alle Regierungsmitglieder gefangen. Unter den Gefangenen befinden sich auch Nathanael und Kitty. Nathanael hatte kurz zuvor erfahren, dass Kitty noch lebt, sie aufgesucht und kurzerhand mit zur Aufführung genommen. Bald darauf führen die Verschwörer ihren Plan aus, merken jedoch nicht, dass dieser durch Faquarl manipuliert wurde. Hopkins hatte noch vor dem Putschversuch den Dämon in seinen Körper gebannt, doch Faquarl verkehrte den Plan des Zauberers ins Gegenteil und übernimmt die Herrschaft über dessen Körper, was von den anderen Verschwörern nicht bemerkt wird und im Verlauf des Buches in Episoden zwischen Bartimäus und Faquarl nur angedeutet wird. Die Dämonen, welche Makepeace und seine Verbündeten in ihre Körper bannen, folgen Faquarls Beispiel und übernehmen die Herrschaft über die Körper der Zauberer. Dadurch empfinden sie keinerlei Schmerz und rächen sich mit ihrem Anführer Nouda, ein mächtiger Dämon, an den Menschen.
Bartimäus gibt vor, sich den Dämonen anzuschließen und erhält deshalb die Erlaubnis von Nouda, zum Anderen Ort zurückzukehren. Nathanael entlässt ihn daraufhin, zuvor jedoch legt Bartimäus ein gutes Wort für die beiden ein und bittet Nouda, sie zu verschonen. Kitty folgt Ptolemäus’ Beispiel und durchschreitet die Pforte, die beide Welten verbindet. Dort kann sie Bartimäus überzeugen, ihr und Nathanael bei der Rettung der Menschen vor den Dämonen zu helfen. Durch eine Vereinigung mit Bartimäus kann Nathanael Gladstones Zauberstab aktivieren, zusammen mit Kitty die überlebenden Regierungsmitglieder befreien und der meisten Dämonen Herr werden. Im Kampf gegen die Dämonen wird Nathanael schwer verletzt. Schließlich lässt er ein großes Eisengebäude über dem Anführer der Dämonen zusammenbrechen. Er selbst befindet sich jedoch ebenfalls darin und wird unter den Trümmern begraben. Vor seinem Tod entlässt Nathanael – wie vor ihm Ptolemäus – Bartimäus an den Anderen Ort. Er behauptet, dies nur zu tun, da er der Meinung sei, Bartimäus würde ansonsten wieder einmal für ein Desaster sorgen. Allerdings ist es wahrscheinlicher, dass er, da er selbst auf Grund einer starken Verletzung wahrscheinlich nicht mehr überleben kann, wenigstens noch Bartimäus´ Leben retten will und ihn aus Dankbarkeit und Zuneigung entlässt.
Kitty, die im Verlauf der Handlung für Nathanael tiefere Zuneigung entwickelt hat, wird für ihren Einsatz bei der Befreiung ein Posten in der Regierung angeboten, sie lehnt ihn jedoch ab. Die Zauberer erklären sich außerdem bereit, mit den Gewöhnlichen über eine Gleichstellung ihrer Rechte zu verhandeln.
Den Schluss spricht Bartimäus, dessen Zuneigung und Anerkennung für Nathanael deutlich wird. Obwohl er es ihm nicht mehr hat sagen können, ist er davon überzeugt, Nathanel hätte seine Gefühle für ihn am Ende doch noch erfahren, da sie beide eins waren und die Gedanken des jeweils anderen lesen konnten.

## Der Ring des Salomo

### Hauptfiguren und Perspektiven
Das Buch ist in drei Teile aufgeteilt und besteht aus 38 Kapiteln, die, wie in den anderen drei Teilen den Namen der Personen tragen, aus dessen Perspektive erzählt wird. Es ist keine Fortsetzung des dritten Bandes, sondern eine Erzählung aus Bartimäus’ Vergangenheit, sozusagen ein Zusatzband. Die Besonderheit in diesem Buch ist, dass es neben den normalen Perspektiven (Asmira und Bartimäus) auch solche gibt, die nur ein- bis zweimal auftauchen (Khaba, Salomo, Balkis, …). Wie immer sind die Bartimäus-Kapitel in der Ich-Form geschrieben, die anderen aus der Sicht der dritten Person.
- Bartimäus befindet sich in den Diensten eines Salomo verpflichteten Zauberers. Er soll für Salomo Schätze aus aller Welt besorgen, was ihm aber nicht gefällt. Er wechselt zu dieser Zeit oft den Herrn bzw. die Herrin.
- Asmira ist die erste Wächterin der Königin von Saba und stammt aus Marib. Sie bekommt von ihr den Auftrag, den König von Israel, Salomo, zu töten.
- Khaba der Grausame, ein Zauberer, der in Salomos Diensten steht. Nachdem Bartimäus seinen früheren Herrn Ezechiel tötete, wurde er Khaba zugeteilt. Khaba ist Dschinn gegenüber sehr grausam. Er befiehlt den mächtigen Mariden Ammet, der sich als sein Schatten tarnt.
- Salomo der Große, König von Israel.
- Ammet, Marid im Dienste von Khaba. Er kennt Khaba schon seit dieser ein kleiner Junge war und gehört zu den wenigen Dämonen, die ihren Herrn mögen, bzw. in seinem Fall sogar lieben.

### Handlung
Die Handlung findet um 950 v. Chr. statt. Bartimäus steht in den Diensten des Zauberers Ezechiel, der wiederum König Salomo dient. Er beauftragt Bartimäus damit, eine vergoldete Statue aus der Ruinenstadt Eridu zu holen. Als er nach Jerusalem zurückkehrt, schafft er es durch einen Trick, seinen Meister Ezechiel zu fressen. Empört über diesen Vorfall stellt König Salomo, der mächtigste Herrscher zu dieser Zeit, Bartimäus in die Dienste des Zauberers Khaba, der ihn zusammen mit sieben anderen Dschinn, darunter Bartimäus' liebstem Feind Faquarl, zum Bau eines neuen Tempels antreibt.
Währenddessen erhält die Königin von Saba, Balkis, die Nachricht, dass König Salomo von ihr Weihrauch als Tribut fordert, damit er nicht die Hauptstadt Marib nach einer Frist von mehreren Tagen zerstört, wozu er durch einen magischen Ring fähig wäre. Als sie ablehnt, zerstört der Bote einen Wachturm, woraufhin Balkis ihre Wächterin Asmira beauftragt, nach Jerusalem zu reisen und König Salomo zu töten. Mit Hilfe eines Dschinn durchquert sie die Arabische Wüste und kommt zehn Tage später zerschunden vor den Toren der Stadt Eilat an. Auf dem Weg zu ihrer Herberge wird sie von vier Räubern überfallen, kann sich aber erfolgreich wehren und tötet die Banditen.
Inzwischen laufen die Arbeiten im Steinbruch auf Hochtouren. Bartimäus bemerkt, dass Khabas Schatten seltsamerweise immer ein bisschen langsamer ist als dieser selbst. Als Khaba die Baustelle gleichzeitig immer weniger besucht, werden Bartimäus und seine Mitarbeiter übermütig. Während er in Nilpferdgestalt lächerliche Lieder über den König singt, wird er von Salomo in Flagranti erwischt und zur Strafe zusammen mit Khaba und den anderen Dschinn in die Wüste befohlen. Dort sollen sie herumtreibende Banditen aufspüren. Bei einem Rundflug entdeckt Bartimäus eine überfallene Karawane, von der anscheinend niemand überlebt hat. Überraschend trifft er dort auf Faquarl, und beide spüren ein Erzittern der Ebenen.
Als bärtige Reisende verkleidet werden sie von einem niederen Dschinn überfallen. Dieser flüchtet, als er die Tarnung bemerkt, und führt Bartimäus zum Lager dreier edomitischer Zauberer. Faquarl suchte unterdessen weiter die Straße ab. Bartimäus überrascht die Zauberer und tötet zwei von ihnen. Dabei stößt er auf die junge Asmira, die den dritten Zauberer getötet hatte. Khaba, der kurze Zeit später eintrifft, nimmt Asmira mit nach Jerusalem, muss ihr vorher aber versprechen, Bartimäus und Faquarl zu entlassen.
Khaba entlässt zwar Faquarl, will Bartimäus aber in eine Flasche sperren. Im darauffolgenden Kampf mit dem Mariden Ammet befreit Bartimäus alle Dschinn, die Khaba in seinem unterirdischen Kerker gefangen hält, wird jedoch bezwungen und in die Flasche gesperrt. Asmira stiehlt diese dem am Abend betrunkenen Khaba und lässt Bartimäus frei, um ihn jedoch sogleich wieder zu beschwören, damit er ihr hilft, Salomo zu töten. Durch einen schlauen Trick gelingt es Bartmäus, die Wachen im königlichen Garten abzulenken und so an den Turm zu gelangen, in dem der König schläft. Er erklimmt mit Asmira den Turm, wo sie das königliche Schlafzimmer suchen. Sie entdecken den König in einem Zimmer, wo Asmira ihn mit einem Dolch töten will. Der König jedoch war nur ein Trugbild und so löst der Dolch eine Falle aus, die scheinbar eine mächtige Wesenheit ruft. Bartimäus ergreift sofort die Flucht und überlässt Asmira ihrem Schicksal. In einem Zimmer findet er einen Kessel, in dem der Afrit Philokretes eingesperrt ist. Er spricht mit Philokretes und erfährt des Königs einzige Schwäche: Er legt den Ring des Nachts ab. Außerdem erfährt er, dass die mächtige Wesenheit auch nur ein Trugbild ist. Sofort stürmt er los, um den Ring an sich zu bringen. Währenddessen unterhält sich Asmira mit König Salomo, der sie „gerettet“ hat, und es kommt zu einem Streit. Im Zuge dessen ersetzt Bartimäus, der sich von hinten angeschlichen hat, den echten Ring durch einen Tintenfischring. Als Salomo, in Rage, zu dem Ring greift, bemerkt er, dass es nur eine Attrappe ist. Der König erzählt Asmira und Bartimäus, wie er zu dem Ring kam und woher er stammt. Der Ring sei eine Bürde und zehre an der Lebenskraft des Trägers. Außerdem betont Salomo, dass er von den anderen Königen und Königinnen keinen Tribut fordere. Vielmehr sei dies auf die eigenmächtigen Handlungen seiner siebzehn Zauberer zurückzuführen. Asmira ist irritiert und befiehlt Bartimäus, den Ring zu behalten und nicht wie auf seine Bitten dem König zurückzugeben. Dann verschwinden beide und lassen den König allein.
Auf dem Balkon erscheint Khaba mit seinem Mariden Ammet, und es gelingt Khaba, den Ring an sich zu bringen. Sofort beschwört er eine Armee aus mächtigen Dschinn, die den Palast dem Erdboden gleichmachen sollen. Khaba erklärt, dass er den Dschinn zu Balkis sandte, um den Weihrauch als Tribut einzufordern. Durch einen geschickten, wenn auch fehlgeschlagenen Dolchwurf gelingt es Asmira, Khabas Ringfinger und somit den Ring von seinem Körper abzutrennen. Sie schickt Bartimäus, der sich aus den Klauen Ammets befreien konnte, den Ring im Meer zu versenken. Er wird von Ammet verfolgt. Über dem Meer wandelt Bartimäus seine Gestalt in Salomo und ruft dort Uraziel, den mächtigen Ringgeist. Durch seine Macht gelingt es Bartimäus, Ammet in einen Tonkrug zu verbannen und ihn auf den Grund des Meeres zu schicken. Unter der Benutzung des Rings leidet seine Substanz erheblich.
Währenddessen hat sich Asmira mit Salomo zusammengeschlossen. Gemeinsam verteidigen sie sich gegen Khabas Dschinn, geraten jedoch in immer stärkere Bedrängnis. Bartimäus trifft in der Gestalt Ammets ein und überlistet Khaba, so dass er ihn bewusstlos schlagen kann. Er übergibt den Ring Salomo, mit dessen Ringgeist er Khaba sofort in den Kerker werfen lässt und den Wiederaufbau des Palastes anordnet. Auf Befehl Salomos bringt der Ringgeist Königin Balkis nach Jerusalem und erklärt ihr die wahren Hintergründe der Verschwörung der Zauberer. Asmira schlägt daraufhin ein Angebot des Königs aus, als seine Leibwache zu dienen, und will sich von nun an als Bewacherin der Gewürzkarawanen verdingen. Zum Schluss entlässt sie Bartimäus, der Asmira inzwischen richtig lieb gewonnen hat.

## Verfilmung
Miramax kaufte die Filmrechte an der Trilogie für drei Millionen Dollar. Nach dem Verkauf von Miramax durch Disney an Filmyard Holding im Juli 2010 ist die Zukunft des Projektes jedoch unklar.

### Originalausgaben
- Stroud, Jonathan: The Amulet of Samarkand (Bartimaeus Trilogy). Hyperion Books, 2003, ISBN 0-7868-1859-X
- Stroud, Jonathan: Golem´s Eye (Bartimaeus Trilogy). Doubleday, 2004, ISBN 0-385-60615-X
- Stroud, Jonathan: Ptolemy´s Gate (Bartimaeus Trilogy). Miramax Books, 2006, ISBN 0-7868-1861-1
- Stroud, Jonathan: The Ring of Solomon (Bartimaeus). Random House, 2010, ISBN 0-385-61915-4

### Deutsche Übersetzungen
- Jonathan Stroud: Das Amulett von Samarkand. Übersetzt von Gerald Jung. Cbj, 2004, ISBN 3-570-12776-1.
- Jonathan Stroud: Das Auge des Golem. Übersetzt von Gerald Jung. Cbj, 2005, ISBN 3-570-12776-1.
- Jonathan Stroud: Die Pforte des Magiers. Übersetzt von Gerald Jung. Cbj, 2006, ISBN 3-570-12777-X.
- Jonathan Stroud: Der Ring des Salomo. Übersetzt von Gerald Jung. Cbj, 2010, ISBN 978-3-570-13967-7.